# Норрланд (лен)
Лен Но́ррланд (швед. Norrlands län) — бывший лен Швеции, существовавший c 1634 по 1645 год. В 1638 году северные области лена — провинции Вестерботтен и Лаппланд, были отделены и образовали лен Вестерботтен. 5 сентября 1645 года оставшиеся площади лена были разделены на две части, центральные области образовали лен Хернёсанд, а южные — лен Худиксвалль. Однако в 1654 году эти два лена были снова объединены и образовали современный лен Вестерноррланд.